# Conspicuous Gallantry Cross
Het Conspicuous Gallantry Cross (Kruis voor opvallende Dapperheid) is een militaire onderscheiding van het Verenigd Koninkrijk.
Het land was altijd zeer bewust van rangen en standen en dat gold ook voor de strijdkrachten waarin, afgezien van het Victoria Cross, de regel was dat onderofficieren en manschapopen medailles kregen en dat de kruisen gereserveerd werden voor de officieren. Wanneer een hogere officier zich door moed onderscheidde werd hij met de Distinguished Service Order gedecoreerd.
In 1993 werd het Conspicuous Gallantry Cross ingesteld om het decoratiestelsel te vereenvoudigen. Nu zouden alle militairen als "recognition of an act or acts of conspicuous gallantry during active operations against the enemy." (Nederlands: " Erkenning van een daad of daden van opvallende dapperheid tijdens het optreden tegen de vijand") het Conspicuous Gallantry Cross ontvangen. De Distinguished Service Order werd in het vervolg gereserveerd voor verdiensten tijdens het leidinggeven aan dergelijke operaties.
Het zilveren kruis wordt aan een zilveren gesp en een wit lint met een blauwe bies en een rode middenstreep op de linkerborst gedragen.